# Tiszaroff
Tiszaroff är en ort i Ungern.   Den ligger i provinsen Jász-Nagykun-Szolnok, i den centrala delen av landet, 110 km öster om huvudstaden Budapest. Tiszaroff ligger 86 meter över havet och antalet invånare är 1 874.
Terrängen runt Tiszaroff är mycket platt. Runt Tiszaroff är det ganska glesbefolkat, med 34 invånare per kvadratkilometer. Närmaste större samhälle är Kunhegyes, 14,3 km öster om Tiszaroff. Trakten runt Tiszaroff består till största delen av jordbruksmark.